# バイトマシン
バイトマシン（バイト指向マシン）は、主記憶のアドレス付けが1バイト単位であるコンピュータである。
IBMのメインフレームであるSystem/360によりデファクトスタンダードとなり、以後の大多数のコンピュータは一部のワードマシンやマイクロコントローラなどを除き、バイトマシンである。また、その多くが1バイト = 8ビットである。なお、8ビットを明示するための語としてオクテットがあるが、オクテットマシンとはまず言わない。
多くはないが、1バイトが8ビットではないコンピュータもある。たとえば、ACOS-6は1バイト = 9ビットである（ただし、ACOS-6はどちらかというとバイトマシンというよりワードマシン寄りの設計である）。
68000や近年のRISCの多くのように、ワード単位（2・4・8・……バイト）のアクセスには、アドレスのアラインメントを要求する（揃っていない場合はエラーになる）ものも多い。x86のようにエラーにはならないものもあるが、それでも遅くなるなどの何らかのペナルティがあることが多い。